# Земетресение в Кобе (1995)
Земетресението в Кобе е поставяно на 3-то място в оценката за природни бедствия, предизвикали най-тежките материални щети в историята.
Епицентърът на земетресението е в северната част на остров Аваджи, на 20 km от град Кобе в Япония. То става в 5:47 местно време на 17 януари 1995, продължава около 20 c и има магнитуд 7,2.
Общо 6433 души губят живота си, повечето в град Кобе, а 43 792 са ранени. Освен това земетресението причинява материални щети за около 10 трилиона японски йени, 2,5% от брутния вътрешен продукт на Япония по това време. Това е най-тежкото земетресение в историята на страната след Голямото земетресение в Канто през 1923 г.
Разрушени са над 200000 здания, 1 км. от скоростната магистрала Ханшин, 120 от 150-те стоянки на пристанището на Кобе, напълно е разрушена електроснабдителната система на града. Сумата за възстановяване от щетите се изчислява в размер около 70 милиарда евро или 102,5 млрд. щатски долара.
Констатирани са множество конструктивни недостатъци в строителството и в организацията на спасителните работи. Недоволството от правителството е толкова голямо, че даже мафията (якудза) помага на пострадалите, доставяйки вода и хранителни продукти.